# Linothele sericata
Espèce
Synonymes
- Trechona sericata Karsch, 1879
- Diplura bitaeniata Mello-Leitão, 1941
- Diplura nigerrima Mello-Leitão, 1941

Linothele sericata est une espèce d'araignées mygalomorphes de la famille des Dipluridae.

## Distribution
Cette espèce est endémique de Colombie. Elle se rencontre vers Bogota,.

## Description
La carapace de la femelle holotype mesure 16 mm et l'abdomen 18 mm.

## Systématique et taxinomie
Cette espèce a été décrite sous le protonyme Trechona sericata par Karsch en 1879. Elle est placée dans le genre Linothele par Pedroso, Baptista et Ferreira en 2008.
Diplura bitaeniata, Diplura nigerrima et Linothele megatheloides ont été placées en synonymie par Drolshagen et Bäckstam en 2021.
Linothele megatheloides est relevée de synonymie par Dupérré, Tapia et Bond en 2023.

## Publication originale
- Karsch, 1879 : « Arachnologische Beiträge. » Zeitschrift für die gesammten Naturwissenschaften, vol. 52, p. 534-562.